# Episodi de I Simpson (settima stagione)
La settima stagione de I Simpson (serie di produzione 3F) è andata in onda negli Stati Uniti dal 17 settembre 1995 al 19 maggio 1996.
La stagione comprende due episodi della serie di produzione 2F, relativa alla precedente stagione.
In Italia diciotto episodi sono stati trasmessi su Canale 5 per la prima volta dal 30 marzo al 18 agosto del 1996, mentre su Italia 1 sono andati in onda cinque episodi dal 18 al 23 febbraio del 1998 e due il 13 settembre dello stesso anno.
L'episodio Tanto Apu per niente è il 150º della serie.
Dal 30 gennaio 2006 è in vendita il cofanetto contenente la settima stagione completa.
| N° | Codice di produzione | N° Italia | Titolo italiano                                                                                  | Titolo originale                                                                    | Prima TV USA      | Prima TV Italia   | Rete TV Italia |
| -- | -------------------- | --------- | ------------------------------------------------------------------------------------------------ | ----------------------------------------------------------------------------------- | ----------------- | ----------------- | -------------- |
| 1  | 2F20                 | 1         | Chi ha sparato al signor Burns? (seconda parte)                                                  | Who Shot Mr. Burns? (Part Two)                                                      | 17 settembre 1995 | 30 marzo 1996     | Canale 5       |
| 2  | 2F17                 | 2         | L'uomo radioattivo                                                                               | Radioactive Man                                                                     | 24 settembre 1995 | 6 aprile 1996     | Canale 5       |
| 3  | 3F01                 | 4         | Casa dolce casettina-uccia-ina-ina                                                               | Home Sweet Homediddly-Dum-Doodily                                                   | 1 ottobre 1995    | 27 aprile 1996    | Canale 5       |
| 4  | 3F02                 | 14        | Bart si vende l'anima                                                                            | Bart Sells His Soul                                                                 | 8 ottobre 1995    | 21 luglio 1996    | Canale 5       |
| 5  | 3F03                 | 3         | Lisa la vegetariana                                                                              | Lisa the Vegetarian                                                                 | 15 ottobre 1995   | 20 aprile 1996    | Canale 5       |
| 6  | 3F04                 | 24        | La paura fa novanta VI                                                                           | Treehouse of Horror VI                                                              | 29 ottobre 1995   | 13 settembre 1998 | Italia 1       |
| 7  | 3F05                 | 5         | Maxi Homer                                                                                       | King-Size Homer                                                                     | 5 novembre 1995   | 4 maggio 1996     | Canale 5       |
| 8  | 3F06                 | 6         | Mamma Simpson                                                                                    | Mother Simpson                                                                      | 19 novembre 1995  | 11 maggio 1996    | Canale 5       |
| 9  | 3F08                 | 8         | L'ultimo sfavillio di Telespalla Bob                                                             | Sideshow Bob's Last Gleaming                                                        | 26 novembre 1995  | 25 maggio 1996    | Canale 5       |
| 10 | 3F31                 | 25        | Il 138º episodio spettacolare                                                                    | The Simpsons 138th Episode Spectacular                                              | 3 dicembre 1995   | 13 settembre 1998 | Italia 1       |
| 11 | 3F07                 | 7         | Marge non essere orgogliosa                                                                      | Marge Be Not Proud                                                                  | 17 dicembre 1995  | 18 maggio 1996    | Canale 5       |
| 12 | 3F10                 | 10        | Squadra Homer                                                                                    | Team Homer                                                                          | 7 gennaio 1996    | 8 giugno 1996     | Canale 5       |
| 13 | 3F09                 | 9         | Due pessimi vicini di casa                                                                       | Two Bad Neighbors                                                                   | 14 gennaio 1996   | 1º giugno 1996    | Canale 5       |
| 14 | 3F11                 | 11        | Scene di lotta di classe a Springfield                                                           | Scenes from the Class Struggle in Springfield                                       | 4 febbraio 1996   | 15 giugno 1996    | Canale 5       |
| 15 | 3F12                 | 12        | Bart la spia                                                                                     | Bart the Fink                                                                       | 11 febbraio 1996  | 22 giugno 1996    | Canale 5       |
| 16 | 3F13                 | 13        | Lisa l'iconoclasta                                                                               | Lisa the Iconoclast                                                                 | 18 febbraio 1996  | 29 giugno 1996    | Canale 5       |
| 17 | 3F14                 | 15        | Homer lo Smithers                                                                                | Homer the Smithers                                                                  | 25 febbraio 1996  | 28 luglio 1996    | Canale 5       |
| 18 | 3F16                 | 17        | Il giorno che morì la violenza                                                                   | The Day the Violence Died                                                           | 17 marzo 1996     | 11 agosto 1996    | Canale 5       |
| 19 | 3F15                 | 16        | Un pesce di nome Selma                                                                           | A Fish Called Selma                                                                 | 24 marzo 1996     | 4 agosto 1996     | Canale 5       |
| 20 | 3F17                 | 18        | Bart girandolone                                                                                 | Bart on the Road                                                                    | 31 marzo 1996     | 18 agosto 1996    | Canale 5       |
| 21 | 3F18                 | 19        | 22 cortometraggi di Springfield                                                                  | 22 Short Films About Springfield                                                    | 14 aprile 1996    | 18 febbraio 1998  | Italia 1       |
| 22 | 3F19                 | 20        | L'infuriato Abe Simpson e suo nipote brontolone in "La maledizione del pescediavolo battagliero" | Raging Abe Simpson and His Grumbling Grandson in "The Curse of the Flying Hellfish" | 28 aprile 1996    | 19 febbraio 1998  | Italia 1       |
| 23 | 3F20                 | 21        | Tanto Apu per niente                                                                             | Much Apu About Nothing                                                              | 5 maggio 1996     | 20 febbraio 1998  | Italia 1       |
| 24 | 3F21                 | 22        | Homerpalooza                                                                                     | Homerpalooza                                                                        | 19 maggio 1996    | 21 febbraio 1998  | Italia 1       |
| 25 | 3F22                 | 23        | Un mare di amici                                                                                 | Summer of 4 Ft. 2                                                                   | 19 maggio 1996    | 23 febbraio 1998  | Italia 1       |

## Chi ha sparato al signor Burns? (seconda parte)
- Sceneggiatura: Bill Oakley e Josh Weinstein
- Regia: Wesley Archer
- Messa in onda originale: 16 settembre 1995
- Messa in onda italiana: 30 marzo 1996

Segue da Chi ha sparato al signor Burns? (prima parte). Durante le ricerche del colpevole, alcuni indizi portano Winchester ad identificare prima Smithers e poi Homer come principali sospettati. Successivamente, quando Burns riprende conoscenza, egli racconta come sono andati veramente i fatti, rivelando che il vero colpevole del tentato omicidio è Maggie Simpson.
- Guest star: Tito Puente (voce di se stesso)
- Frase alla lavagna: Non protesterò contro la soluzione quando la conoscerò
- Gag del divano: i Simpson entrano, al posto del divano è presente un quadro che serve a prendere le altezze per le persone arrestate e la famiglia si posiziona davanti ad esso.

## L'uomo radioattivo
- Sceneggiatura: John Swartzwelder
- Regia: Susie Dietter
- Messa in onda originale: 23 settembre 1995
- Messa in onda italiana: 6 aprile 1996

Alcuni produttori di Hollywood decidono di girare a Springfield il film L'Uomo Radioattivo, basato sull'omonimo fumetto. Bart cerca in tutti i modi di ottenere la parte del "Ragazzo Ionico" in modo da poter affiancare l'attore protagonista Rainer Wolfcastle. Alla fine, però, i produttori decidono di dare la parte secondaria a Milhouse, che però non sembra apprezzare il lavoro nel mondo cinematografico, trovandolo molto stressante e faticoso. Ormai oppresso dalla troppa fatica, Milhouse decide di abbandonare il set, bloccando in questo modo le riprese del film, nascondendosi nella casa sull'albero di Bart. A questo punto i produttori cercano di convincere Milhouse a tornare mandando sulla casa Mickey Rooney a parlare con lui e farlo tornare sui suoi passi, ma Milhouse è irremovibile e non cambia idea. 
I produttori, stanchi per la mancata conclusione delle riprese, decidono di interrompere la produzione e tornare a Hollywood.
- Guest star: Mickey Rooney (voce di se stesso)
- Frase alla lavagna: "Fatturare" non è una pratica del satanismo
- Gag del divano: dal divano esce un fax dei Simpson, il quale poi cade a terra.

## Casa dolce casettina-uccia-ina-ina
- Sceneggiatura: Jon Vitti
- Regia: Susie Dietter
- Messa in onda originale: 30 settembre 1995
- Messa in onda italiana: 27 aprile 1996

Per ripagare Marge del suo duro lavoro da casalinga, Homer decide di regalarle una breve vacanza alle terme. Durante il loro periodo di assenza Lisa perde le scarpe e si sporca tutta, Bart prende i pidocchi da una scimmia e Abraham, che deve accudire Maggie, non riesce a starle dietro. 
Il direttore Skinner, vedendo la situazione di Bart e Lisa, decide di mandare gli ispettori del benessere dei bambini a casa Simpson, trovandola in uno stato di pesante disordine. Al ritorno di Homer e Marge, gli ispettori decidono di togliere loro la patria potestà e di affidare i loro figli ai Flanders. Per riavere i figli, Homer e Marge devono seguire un programma di rieducazione per genitori. Nel frattempo, Ned scopre che i ragazzi non sono mai stati battezzati e li porta al fiume per dare loro il battesimo. Finito il programma di recupero, Homer e Marge vanno al fiume per impedire il battesimo e riprendere i propri figli. Durante il viaggio verso il luogo del battesimo, Maggie parla per la seconda volta (la prima era stata la puntata La prima parola di Lisa).
- Guest star: Joan Kenley (voce della donna al telefono), Frank Welker (voce della Scimmia)
- Frase alla lavagna: Nessuno vuole sentire le mie ascelle
- Gag del divano: tutti i componenti della famiglia Simpson, compresi gli animali, appaiono in un riquadro ciascuno, come nella serie televisiva La famiglia Brady, e nel riquadro centrale c'è il salotto. Subito dopo tutti vanno nel salotto, tranne il nonno che rimane a dormire nel suo riquadro.

## Bart si vende l'anima
- Sceneggiatura: Greg Daniels
- Regia: Wesley Archer
- Messa in onda originale: 7 ottobre 1995
- Messa in onda italiana: 21 luglio 1996

Durante una messa, Bart sostituisce i canti ecclesiastici con In-A-Gadda-Da-Vida. Scoperto ciò, Lovejoy minaccia i bambini presenti a messa, costringendoli a recitare una formula secondo la quale se chi conosce il colpevole non lo confessa avrà la dannazione eterna; terrorizzato dalla minaccia, Milhouse confessa.
Dopo un litigio tra i due, in cui Milhouse dice di aver temuto per la sua anima, Bart, che non crede nell'anima, decide di vendere all'amico la sua, sotto forma di un biglietto con su scritto "Anima di Bart", per 5 $. Inizialmente soddisfatto dello scambio, Bart inizia a cambiare idea a causa di alcuni strani avvenimenti: il Piccolo aiutante di Babbo Natale e Palla di neve II diventano ostili nei suoi confronti, le porte automatiche non si aprono davanti a lui e non riesce più a ridere ed a creare un alone alitando sul vetro del refrigeratore per gelati del Jet Market. Decide di riacquistare la sua anima da Milhouse, che per ripicca gli chiede 50 $.
Impossibilitato a riacquistare l'anima per un prezzo così alto, desiste. In seguito vive un incubo in cui tutti i suoi amici giocano e si divertono con la propria anima, mentre lui viene lasciato indietro, mentre viene anche punzecchiato da Lisa con una preghiera, in cui augura la salvezza dell'anima di tutti i membri della famiglia eccetto lui. Spaventato, decide quindi di riprendersi la propria anima con la forza. Milhouse, nel frattempo, l'ha però ceduta all'uomo dei fumetti, il quale a sua volta gli rivela che l'ha rivenduta, rifiutandosi di svelare l'acquirente. Tornato a casa, disperato, prega Dio perché gli restituisca l'anima. In quel momento il foglietto con la sua anima cade sul suo letto: era stata Lisa a comprarlo. Mentre Lisa gli espone una teoria filosofica secondo cui l'anima non nasce con il corpo ma va guadagnata tramite le proprie azioni, Bart mangia il foglio di carta, convinto che così la sua anima tornerà nel suo corpo.
Intanto Boe, infastidito dal fatto che il suo bar non attira più le famiglie ma solo gli ubriaconi, decide di convertire il locale nel ristorante "La mangiatoia per famiglie dello Zio Boe". Pressato dalle numerose attenzioni che i suoi nuovi clienti richiedono, e stressato dall'indisponenza dei bambini, tornerà presto sui suoi passi.
- Guest star: assente
- Frase alla lavagna: Non sono una misera macchina smilza e sputacchiante
- Gag del divano: i Simpson guidano delle mini-auto e si fermano davanti alla TV.
- Note di produzione: la storia trae spunto da una esperienza avuta veramente dallo scrittore Greg Daniels.[2]
- Peculiarità: si tratta di uno degli episodi della serie più popolari e apprezzati dalla critica.[3][4] Spesso è stato citato tra i propri episodi preferiti anche da membri della produzione, Matt Groening compreso.[5] L'episodio è anche stato preso come riferimento in corsi ecclesiastici sulla natura dell'anima in Connecticut e nel Regno Unito,[6][7] venendo anche utilizzato da un pastore scozzese per uno dei suoi sermoni.[8] Secondo un'indagine del 2005 sull'educazione religiosa nelle scuole di secondo grado del Regno Unito, svolta dall'Office for Standards in Education, Children's Services and Skills (Ofsted), l'episodio è stato usato come strumento didattico.[9]
- Curiosità: Un episodio simile lo si trova nei racconti di Giovanni Guareschi nei libri di Don Camillo; Nel film Il ritorno di Don Camillo il personaggio del "Nero" vende l'anima al medico del paese per 1000 Lire, poi pentito restituisce la somma per riaverla indietro.

## Lisa la vegetariana
- Sceneggiatura: Greg Daniels
- Regia: Wesley Archer
- Messa in onda originale: 14 ottobre 1995
- Messa in onda italiana: 21 luglio 1996

Lisa, dopo aver fatto amicizia con un agnellino allo zoo, decide di diventare vegetariana. Questa sua scelta le comporterà molti problemi, poiché sia a scuola sia a casa viene denigrata e tutti cercano di farla tornare onnivora. Le tensioni in famiglia aumentano quando Homer decide di preparare un barbecue, trovando Lisa subito contraria. La ragazzina cerca in tutti i modi di proporre anche un menù vegetariano per gli invitati, ma viene nuovamente derisa per questo. Allora decide di rovinare il barbecue buttando via la portata principale e scatenando così le ire di Homer e, in seguito, viene messa in punizione. Siccome considera la sua una famiglia di selvaggi, decide di scappare di casa e va al Jet Market dove, stufa di sentirsi diversa, assaggia un hot dog, ma scopre che si tratta di un hot dog vegetariano e che anche Apu lo è. Inoltre incontra anche altri due vegetariani, Paul e Linda McCartney i quali le consigliano di tornare dalla sua famiglia, facendole capire che le sue opinioni non sono sbagliate ma è sbagliato forzarle sugli altri. Poco dopo Homer trova Lisa e i due fanno pace, rispettando le proprie opinioni.
- Guest star: Paul McCartney (voce di se stesso) e Linda McCartney (voce di se stessa)
- Frase alla lavagna: La toilette dei maschi non è un acquapark
- Gag del divano: i Simpson, seduti sul divano, vengono colorati da dei bracci meccanici.
- Nota: Paul McCartney e Linda McCartney hanno accettato la partecipazione nell'episodio ponendo una condizione, cioè quella che Lisa sarebbe rimasta vegetariana nel corso dell'intera serie.
- Peculiarità: nella scena finale e nei titoli di coda di questo episodio è stata utilizzata la canzone di Paul McCartney Maybe I'm Amazed.

## La paura fa novanta VI
- Sceneggiatura: John Swartzwelder, Steve Tompkins e David X. Cohen
- Regia: Bob Anderson
- Messa in onda originale: 28 ottobre 1995
- Messa in onda italiana: 13 settembre 1998

L'episodio consiste in tre storie di Halloween introdotte da Krusty in versione cavaliere senza testa.
- L'attacco degli scorfani alti 16 metri (Attack of the 50-Foot Eyesores)
A causa di un temporale, le gigantesche statue pubblicitarie prendono vita e seminano distruzione e terrore a Springfield, dopo che Homer, per ingordigia, ruba la ciambella gigante di una statua mascotte delle ciambelle. Grazie all'aiuto di Paul Anka, Lisa riesce a spargere la notizia su come sconfiggere le statue, ovvero ignorarle.
- Incubo a Evergreen Terrace (Nightmare on Evergreen Terrace)
A causa dell'indifferenza dei genitori alle sue grida di aiuto durante un'assemblea di classe, il giardiniere Willie muore. Per vendicarsi, decide di uccidere nei sogni i figli dei responsabili della sua morte. Tutti i bimbi si salvano, ma Martin viene strangolato da Willie nel sogno e muore nella realtà. Per sconfiggerlo definitivamente Bart, una volta a casa, si addormenta e lo incontra in sogno, ma purtroppo il killer giardiniere, trasformatosi in un gigantesco ragno cornamusa, sta quasi per ucciderlo e anche Lisa sta facendo la sua stessa fine. A salvare i fratelli dalle grinfie del mostro arriva Maggie, che con il suo ciuccio ottura il boccaglio dello strumento, di cui Willie ha preso le sembianze, facendolo esplodere e riesce a riportare tutti quanti loro nella realtà sani e salvi.
- Homer³
Per evitare di incontrare Patty e Selma, Homer scopre uno strano passaggio spazio-temporale dietro alla libreria di casa. Quando Homer valica questo passaggio, diventa tridimensionale e nessuno riesce più a portarlo indietro. Bart si tuffa nel varco a soccorrere il padre e lo trova che rischia di essere risucchiato da un buco nero, ma non riesce nell'intento e viene riportato indietro tramite una corda fissata alla sua vita. Homer, caduto nel vortice, viene risucchiato come tutto lo scenario circostante. Fortunatamente viene catapultato in una realtà parallela dove tutta la città, compresi i cittadini, è in carne ed ossa.
- Guest star: Paul Anka (voce di se stesso)
- Frase alla lavagna: assente
- Gag del divano: i Simpson cadono impiccati dal soffitto uno alla volta.

## Maxi Homer
- Sceneggiatura: Dan Greaney
- Regia: Jim Reardon
- Messa in onda originale: 4 novembre 1995
- Messa in onda italiana: 4 maggio 1996

Homer, stanco di andare a lavorare in centrale, anche per gli esercizi ginnici che Burns ha iniziato a imporre agli impiegati, decide di ingrassare fino ad arrivare a 130 kg ed essere dichiarato invalido, così da poter lavorare da casa con il computer.
Dopo essere riuscito ad ottenere il suo scopo, Homer si accorge che il lavoro a casa è comunque monotono, perciò decide di uscire e lascia la responsabilità di schiacciare i pulsanti del computer ad un drinking bird, ma quando torna a casa, scopre che questa sua trovata sta portando alla fusione del nocciolo. Per evitare una catastrofe, Homer si precipita alla centrale, ma si accorge immediatamente come sia difficile risolvere la situazione per una persona iper-obesa. Alla fine, proprio grazie al suo fisico corpulento, Homer riesce a risolvere la situazione e ottiene dal signor Burns la possibilità di ritornare fisicamente in forma.
- Guest star: Joan Kenley (voce della donna al telefono)
- Frase alla lavagna: Le bruciature indiane non sono un nostro retaggio culturale
- Gag del divano: i Simpson, tutti a forma di giocattoli a molla, vanno verso il divano, ma Homer cade per terra mentre tutti si siedono sul divano.

## Mamma Simpson
- Sceneggiatura: Richard Appel
- Regia: David Silverman
- Messa in onda originale: 18 novembre 1995
- Messa in onda italiana: 11 maggio 1996

Homer, per evitare di lavorare di sabato, organizza un trucco per simulare la propria morte. L'operazione riesce talmente bene che tutti credono veramente che lui sia morto. Quando decide di andare nella circoscrizione per rimettere a posto le cose, Homer incontra sua madre che credeva fosse morta. In realtà sua madre è dovuta scappare di casa 25 anni prima perché ricercata dall'FBI in quanto partecipava ai gruppi di protesta contro la guerra batteriologica e i laboratori di Burns. Quest'ultimo la riconosce, ricordandosi che fu lei a sabotare il suo piano batteriologico, e cerca di farla arrestare in tutti i modi. Alla fine la madre di Homer riesce a scappare, lasciando però nuovamente solo il figlio.
- Guest star: Glenn Close (voce di mamma Simpson), Harry Morgan (voce di Bill Gannon)
- Frase alla lavagna: assente
- Gag del divano: il divano ha il dispositivo per rimettere a posto i birilli nelle piste da bowling: il gatto viene spostato e la macchina dispone i Simpson sul divano.

## L'ultimo sfavillio di Telespalla Bob
- Sceneggiatura: Spike Feresten
- Regia: Dominic Polcino
- Messa in onda originale: 25 novembre 1995
- Messa in onda italiana: 25 maggio 1996

Ad uno spettacolo di aerei acrobatici Telespalla Bob, fuggito dalla prigione e ossessionato dalla televisione, minaccia di far esplodere una bomba atomica se in tutta Springfield non verranno interrotte le trasmissioni televisive.
I conduttori televisivi accettano l'ultimatum di Bob, ma Krusty decide lo stesso di trasmettere il suo show dalla baracca della Protezione Civile. Vedendo che le sue richieste non sono state accettate, Bob decide di far esplodere la bomba, che si rivela un fiasco poiché è "scaduta". Allora decide, dopo aver rapito Bart, di compiere un attacco kamikaze con un aereo dei fratelli Wright, dirigendosi verso la baracca e cercare di uccidere Krusty. Alla fine anche questo tentativo fallisce, Bob viene arrestato e la TV viene salvata dalla distruzione.
- Guest star: R. Lee Ermey (voce del colonnello Leslie "Hap" Hapablap), Kelsey Grammer (voce di Telespalla Bob Terwilliger)
- Frase alla lavagna: Le mutandate non sono salutari né per i bambini né per altre cose viventi
- Gag del divano: i Simpson in versione rane acquatiche nuotano verso una conchiglia al posto del divano e, invece della TV, guardano una cassa del tesoro.

## Il 138º episodio spettacolare
- Sceneggiatura: Penny Wise
- Regia: Pound Foolish
- Messa in onda originale: 2 dicembre 1995
- Messa in onda italiana: 13 settembre 1998

Troy McClure presenta una puntata speciale de i Simpson in cui vengono ripercorse le varie tappe della storia dello show: dai corti del Tracy Ullman Show ad alcune scene tagliate, da finte notizie ai vari finali inediti dell'episodio Chi ha sparato al signor Burns?, a varie scene a "luci rosse".
- Guest star: Glenn Close (voce di mamma Simpson), Buzz Aldrin (voce di se stesso)
- Frase alla lavagna: Farò questa cosa soltanto una volta l'anno
- Gag del divano: varie gag precedenti.

## Marge non essere orgogliosa
- Sceneggiatura: Mike Scully
- Regia: Steven Dean Moore
- Messa in onda originale: 16 dicembre 1995
- Messa in onda italiana: 18 maggio 1996

Bart vuole per Natale un videogioco di genere picchiaduro intitolato Bonestorm (parodia demenziale di Mortal Kombat), ma Marge lo trova violento, diseducativo e troppo costoso e non avendo i soldi, egli decide di rubarlo dal supermercato, vedendo che altri ragazzi stanno taccheggiando. Un ispettore del supermercato, Don Brodka, lo vede e avverte i genitori del fatto, lasciando un messaggio nella loro segreteria telefonica; inoltre ordina a Bart di non tornare nel supermercato durante il periodo natalizio, minacciandolo di mandarlo in un riformatorio. Tuttavia, quest'ultimo giunge a casa prima dei suoi genitori e fa sì che essi non sentano il messaggio. Marge decide, però, di andare a fare la tradizionale foto di famiglia proprio nel supermercato di Brodka, il quale, vedendo nuovamente Bart, dice tutto ai genitori. Homer e Marge rimangono molto delusi da quanto è successo e, apparentemente, iniziano a trascurare il figlio. Colmo di rimorso, quest'ultimo torna al supermercato per comprare un regalo di Natale per sua madre, una sua foto sorridente, che alla fine è costretto a darglielo in anticipo, ma Marge si commuove, così anche lei gli fa un regalo in anticipo, un videogioco diverso da quello che Bart desiderava, ma che quest'ultimo accetta lo stesso.
- Guest star: Lawrence Tierney (voce del detective Don Brodka)
- Frase alla lavagna: La smetterò di parlare del pianista alto 30 centimetri
- Gag del divano: dopo essersi seduto sul divano, Homer alza un tappo nel pavimento e tutto viene risucchiato al suo interno.

## Squadra Homer
- Sceneggiatura: Mike Scully
- Regia: Mark Kirkland
- Messa in onda originale: 6 gennaio 1996
- Messa in onda italiana: 8 giugno 1996

A scuola Bart mostra una maglietta di Mad Magazine con la scritta "Abbasso i compiti", ma Skinner se ne accorge e obbliga tutti gli alunni ad indossare una divisa.
Intanto Homer e Boe vanno al bowling e, dato che le piste sono tutte occupate a causa di un torneo a squadre, decidono insieme ad Apu e Otto di formare una squadra chiamata "Amici birilli". Per potersi iscrivere al torneo però sono necessari 500 $ che Homer riesce a farsi dare dal signor Burns poiché quest'ultimo, sotto l'effetto dell'etere, scambia Homer per Ghiottolino, la mascotte pubblicitaria della ditta Pillsbury Company. La squadra di Homer vince tutte le partite del torneo e arriva in finale. Intanto a scuola, le divise imposte da Skinner hanno privato gli alunni della capacità di divertirsi, ma durante una ricreazione un temporale stinge le uniformi che assumono varie tonalità di colori e tutti gli alunni ritornano alla normalità. Poco prima della finale del torneo di bowling il signor Burns si rende conto di aver firmato un assegno a Ghiottolino e mediante un'analisi dei dipendenti della centrale nucleare scopre che l'unico che può corrispondere alla forma del logo è Homer. Il padrone della centrale in un primo momento sembra intenzionato a riprendere i soldi, ma cambia idea e decide di unirsi alla squadra; per fargli posto viene cacciato Otto. Nonostante l'inesperienza di Burns, la squadra di Homer riesce a vincere il torneo e il trofeo, che Burns prende solo per sé. Incitato dai suoi compagni di squadra, Homer prova a rubare il trofeo dalla casa di Burns, ma viene braccato dai cani da guardia mentre tenta di scavalcare il cancello d'ingresso, e i compagni di squadra fuggono invece di aiutarlo.
- Guest star: assente
- Frase alla lavagna: Non sono autorizzato a rimuovere l'amianto
- Gag del divano: i Simpson si siedono sul divano. Contemporaneamente una famiglia di topi entra nella sua tana e si siede sul divano in maniera simile ai Simpson.

## Due pessimi vicini di casa
- Sceneggiatura: Ken Keeler
- Regia: Wesley Archer
- Messa in onda originale: 13 gennaio 1996
- Messa in onda italiana: 1º giugno 1996

Di fronte alla villa dei Simpson si trasferiscono l'ex presidente George H. W. Bush e sua moglie Barbara. Bart inizia a far visita ai nuovi vicini, risultando però molto indisponente nei confronti di George per via dei suoi molti dispetti. All'improvviso Bart distrugge le memorie appena finita di scrivere da Bush, il quale, convinto di fare la cosa giusta, dà una sculacciata a Bart. Homer, appena venuto a conoscenza del fatto, va da Bush per chiedere spiegazioni sull'accaduto.
Convinto che Bush non avrebbe dovuto dare la sculacciata a Bart, Homer inizia una guerra di dispetti con il nuovo vicino, che alla fine decide di andarsene ritenendo questa situazione non più sostenibile. Subito dopo la partenza dei Bush, nella villa arriva un altro ex presidente, ovvero Gerald Ford, il quale diventa subito amico di Homer.
- Guest star: assente
- Frase alla lavagna: assente
- Gag del divano: i Simpson sono dei trofei di caccia di un cacciatore che entra nel salotto, si siede sul divano e fuma una pipa.

## Scene di lotta di classe a Springfield
- Sceneggiatura: Jennifer Crittenden
- Regia: Susie Dietter
- Messa in onda originale: 3 febbraio 1996
- Messa in onda italiana: 15 giugno 1996

Marge compra a poco prezzo un vestito di Chanel e decide di indossarlo come vestito per tutti i giorni. Mentre Marge fa la spesa al Jet Market, incontra una sua vecchia compagna di scuola, che adesso è diventata ricca e che invita Marge e la famiglia al country club vedendo il vestito che indossa. Marge, vedendo che si trova bene con le persone dell'alta società, diventa ossessionata e vuole farne parte, perciò, quando per errore distrugge il suo vestito di Chanel, non esita a spendere tutti i risparmi di famiglia per comprarne uno nuovo. Nel frattempo Homer scopre che Smithers aiuta Burns a vincere le partite di golf e quindi Burns, per evitare che il segreto sia scoperto, promette a Homer che, se non parlerà, farà entrare nel club lui e la famiglia. Tuttavia a Homer, Bart e Lisa il club non piace affatto (lo considerano un covo di snob e pesti viziate) ed essi si lamentano spesso. Alla fine Marge capisce che la sua sta diventando un'ossessione che avrebbe solo messo la famiglia in difficoltà e decide di abbandonare il club.
- Guest star: Tom Kite (voce di se stesso)
- Frase alla lavagna: assente
- Gag del divano: la luce nel salotto è di un colore strano e, dopo essersi seduti, Homer accende la luce e torna tutto a posto.

## Bart la spia
- Sceneggiatura: John Swartzwelder
- Regia: Jim Reardon
- Messa in onda originale: 10 febbraio 1996
- Messa in onda italiana: 22 giugno 1996

Dopo la morte di una lontana parente, ognuno dei componenti della famiglia Simpson eredita 100 $. Bart mette i soldi in banca e prende un blocchetto di assegni con il quale cerca di avere la firma di varie persone, in particolare quella di Krusty.
Il ragazzo rimarrà molto deluso quando, invece della firma del pagliaccio, riceve un timbro e va in banca a chiedere spiegazioni. Uno dei lavoratori si insospettisce e, dopo una rapida analisi, si scopre che Krusty è il più grande evasore della storia americana e, per recuperare quanto ha evaso, gli viene sequestrata ogni sua proprietà. Ormai povero, Krusty decide di schiantarsi con il suo aereo contro una montagna e muore. Al suo funerale partecipano molte persone, tra cui Bob Newhart, ma Bart è convinto che il clown sia ancora vivo. Dopo numerose ricerche, scopre che Krusty è ancora vivo, poiché ha solo finto di morire, e vive con il falso nome di Rory B. Bellows. Bart e Lisa cercano di convincere il loro eroe a tornare alla vita precedente: all'inizio Krusty sembra restio, ma poi ammette che gli manca la vita che faceva in passato. Così decide di inscenare la morte di Rory B. Bellows, incassare i soldi dell'assicurazione e tornare alla vita di prima.
- Guest star: Bob Newhart (voce di se stesso)
- Frase alla lavagna: assente
- Gag del divano: dal divano esce un fax dei Simpson, il quale poi cade a terra.

## Lisa l'iconoclasta
- Sceneggiatura: Jonathan Collier
- Regia: Mike B. Anderson
- Messa in onda originale: 17 febbraio 1996
- Messa in onda italiana: 29 giugno 1996

È la festa del bicentenario della fondazione di Springfield e tutti gli abitanti si stanno preparando al meglio per questa importante celebrazione. Anche Lisa si prepara scrivendo un tema su Jebediah, e per approfondire meglio il personaggio va nel museo di Jebediah, curato da Hollis Hurlbut.
Durante la visita al museo Lisa scopre che in realtà Jebediah è un impostore, poiché era un pirata con la lingua d'argento che ha tentato di uccidere il presidente George Washington. Dopo questa scoperta, Lisa cerca di dire la verità agli abitanti di Springfield su questa vicenda, ma l'unico a crederle è Homer. Dopo varie ricerche, Lisa riesce a trovare la lingua d'argento nel museo, poiché essa è stata nascosta da Hollis per proteggere il mito del fondatore. A questo punto anche Hollis capisce che la cittadinanza deve conoscere la verità del passato di Jebediah e porta Lisa alla parata in modo da informare tutti gli abitanti. La parata viene interrotta e Lisa sta per pronunciare il discorso, ma all'ultimo istante non racconta la verità, poiché ha paura di deludere le tante persone presenti che credono al mito di Jebediah. Alla fine Lisa afferma che il fondatore era un grande uomo e le celebrazioni possono in questo modo continuare.
- Guest star: Donald Sutherland (voce di Hollis Hurlbut)
- Frase alla lavagna: assente
- Gag del divano: tutti i componenti della famiglia Simpson, compresi gli animali, appaiono in un riquadro ciascuno, come nel quiz Il gioco dei 9, e nel riquadro centrale c'è il salotto. Subito dopo tutti vanno nel salotto, tranne il nonno che rimane a dormire nel suo riquadro.

## Homer lo Smithers
- Sceneggiatura: John Swartzwelder
- Regia: Steven Dean Moore
- Messa in onda originale: 24 febbraio 1996
- Messa in onda italiana: 28 luglio 1996

Su consiglio di Burns, Smithers va in vacanza. 
Temendo che il suo sostituto lo rimpiazzi, Smithers sceglie Homer al suo posto, pensando che l'inettitudine dell'uomo faccia capire a Burns quanto valga. Homer è entusiasta del proprio nuovo lavoro, ma ben presto scopre quanto è difficile sottostare ai capricci di Burns. Tuttavia i progetti di Smithers falliscono miseramente proprio per via dell'inettitudine di Homer, che costringe il signor Burns a vedersela da solo e, contemporaneamente, a rendersi conto di quanto sia inutile avere un assistente. Burns quindi decide di licenziare Smithers, che se la prende con Homer aggredendolo nel suo ufficio. La foga della colluttazione fa precipitare dalla finestra Burns che, completamente ingessato, è costretto a riassumere Smithers affinché faccia le cose al suo posto.
- Guest star: assente
- Frase alla lavagna: assente
- Gag del divano: i Simpson guidano delle mini-auto e si fermano davanti alla TV.

## Il giorno che morì la violenza
- Sceneggiatura: John Swartzwelder
- Regia: Wes Archer
- Messa in onda originale: 17 marzo 1996
- Messa in onda italiana: 11 agosto 1996

Durante una parata di celebrazione per il settantacinquesimo anniversario di Grattachecca e Fichetto, Bart conosce Chester J. Lampwick, un senzatetto che dichiara di essere il vero inventore di Fichetto, a cui Roger Meyers rubò l'idea. Bart è incredulo, così il barbone decide di mostrargli la pellicola originale del primissimo lavoro. Dopo aver visionato la pellicola, essa brucia perché ormai è logorata dal tempo. Bart e Lisa aiutano l'uomo a far riconoscere i propri diritti sulla creazione, mandando in bancarotta gli studios che producono il cartone animato. Bart e Lisa decidono di trovare un sistema per far tornare in onda Grattachecca e Fichetto, ma scoprono di essere stati preceduti da un'altra coppia di fratelli, Lester e Eliza, quasi identici a loro.
- Guest star: Suzanne Somers (voce di se stessa), Kirk Douglas (voce di Chester J. Lampwick)
- Frase alla lavagna: assente
- Gag del divano: i Simpson, seduti sul divano, vengono colorati da dei bracci meccanici.

## Un pesce di nome Selma
- Sceneggiatura: Jack Barth
- Regia: Mark Kirkland
- Messa in onda originale: 24 marzo 1996
- Messa in onda italiana: 4 agosto 1996

Troy incontra Selma Bouvier alla motorizzazione dove è costretto a recarsi per un controllo alla vista e i due iniziano una relazione sentimentale; questo rapporto ridà slancio alla carriera dell'attore, in declino a causa dei pettegolezzi su una sua presunta parafilia nei confronti dei pesci, portandolo al ruolo di protagonista in Fermate il pianeta delle scimmie: voglio scendere!, il musical ispirato al film Il pianeta delle scimmie. 
Per promuovere la carriera di Troy, il suo agente gli suggerisce di sposarsi; Selma accetta la proposta, nonostante sia all'oscuro delle reali motivazioni del futuro sposo, e si trasferisce nella casa di Troy, un edificio moderno somigliante alla Chemosphere di John Lautner. Troy, durante il suo addio al celibato, si ubriaca e confessa a Homer che il suo matrimonio è solo una montatura per aiutare la propria carriera. Al matrimonio Homer non dice nulla, ma successivamente riporta la confessione del cognato a Marge, che informa Selma al riguardo. Selma decide comunque di rimanere con Troy per godere dei vantaggi che comporta l'essere la moglie di un vip, ma rimane perplessa quando l'agente del marito consiglia alla coppia di avere un figlio; la paternità può far ottenere all'attore la parte di coprotagonista nel film McBain IV: crivellamento fatale, ma Selma è riluttante all'idea di crescere un figlio in una relazione senza amore e decide di lasciare Troy. Egli infine ottiene la parte, ma declina l'offerta per dirigere se stesso, nel ruolo di protagonista, in un film intitolato L'aggeggioloso favoleggio del professor Horatio Hufnagel, prodotto dalla 20th Century Fox.
- Guest star: Jeff Goldblum (voce di MacArthur Parker)
- Frase alla lavagna: assente
- Gag del divano: i Simpson, tutti a forma di giocattoli a molla, vanno verso il divano, ma Homer cade per terra mentre tutti si siedono sul divano.

## Bart girandolone
- Sceneggiatura: Richard Appell
- Regia: Swinton O. Scott III
- Messa in onda originale: 31 marzo 1996
- Messa in onda italiana: 18 agosto 1996

Bart riesce ad entrare in possesso di una patente a suo nome falsa, e ne approfitta per affittare una automobile, e fare un viaggio durante le vacanze di primavera insieme a Milhouse, Martin e Nelson, dicendo ai genitori di essere ad una gara di spelling con la scuola. Lisa invece passa il proprio tempo con Homer alla centrale, divertendosi molto. Rimasto senza soldi ed impossibilitato a tornare a casa o a rivelare la verità ai genitori, Bart chiama Lisa in cerca d'aiuto. Su consiglio di Lisa, Bart diventa un corriere espresso e la sorella convince il padre ad ordinare una nuova consolle per la centrale nucleare, facendo così rientrare Bart e i suoi amici a Springfield.
- Guest star: Jim Lau (voce del dottore di Hong Kong)
- Frase alla lavagna: assente
- Gag del divano: il divano ha il dispositivo per rimettere a posto i birilli nelle piste da bowling: il gatto viene spostato e la macchina dispone i Simpson sul divano.

## 22 cortometraggi di Springfield
- Sceneggiatura: Richard Appel, David X. Cohen, Jonathan Collier, Jennifer Crittenden, Greg Daniels, Brent Forrester, Rachel Pulido, Steve Tompkins, Bill Oakley, Josh Weinstein e Matt Groening
- Regia: Jim Reardon
- Messa in onda originale: 14 aprile 1996
- Messa in onda italiana: 18 febbraio 1998

Bart e Milhouse fantasticano su quante cose incredibili succedano ogni giorno agli abitanti di Springfield, il che porta l'episodio a mostrare una serie di storie di pochi minuti ciascuna legata ai personaggi secondari della storia. Vengono raccontate delle brevi vicende legate ad Apu, a Burns, al dottor Nick, a Boe, al direttore Skinner, al commissario Winchester, all'uomo ape, al reverendo Lovejoy, a Cletus ed all'uomo dei fumetti. Negli ultimi secondi compare anche il professor Frink, ma non fa in tempo a raccontare la propria storia.
- Guest star: assente
- Frase alla lavagna: assente
- Gag del divano: i Simpson in versione rane acquatiche nuotano verso una conchiglia al posto del divano e, invece della TV, guardano una cassa del tesoro.

## L'infuriato Abe Simpson e suo nipote brontolone in "La maledizione del pescediavolo battagliero"
- Sceneggiatura: Jonathan Collier
- Regia: Jeffrey Lynch
- Messa in onda originale: 28 aprile 1996
- Messa in onda italiana: 19 febbraio 1998

Il rapporto fra Abe e Bart non va particolarmente bene, a causa dei racconti inverosimili a cui nessuno crede più. 
Contemporaneamente, muore un ex commilitone del nonno, lasciandolo con il signor Burns l'unico superstite del plotone "pescediavolo battagliero" che operava durante la seconda guerra mondiale: negli ultimi giorni di guerra, i membri del plotone avevano trovato una cassa contenente vari quadri di grande valore, e stipularono una tontina in cui decisero che il tesoro sarebbe andato all'ultimo commilitone sopravvissuto. Per entrare in possesso dei quadri, Burns assolda un killer per uccidere il nonno, che racconta la storia a Bart, il quale decide di aiutarlo a recuperare il tesoro prima di Burns. Dopo una spericolata corsa, nonno Simpson recupera i quadri e fa fuggire Burns radiandolo per sempre dal plotone. Purtroppo i Simpson non possono usufruire delle ricchezze, dato che i quadri vengono confiscati dal Dipartimento di Stato e restituiti al discendente del legittimo proprietario.
- Guest star: assente
- Frase alla lavagna: assente
- Gag del divano: dopo essersi seduto sul divano, Homer alza un tappo nel pavimento e tutto viene risucchiato al suo interno.

## Tanto Apu per niente
- Sceneggiatura: David S. Cohen
- Regia: Susie Dietter
- Messa in onda originale: 5 maggio 1996
- Messa in onda italiana: 20 febbraio 1998

Dopo che un orso è sceso in città fino ad Evergeen Terrace, il sindaco Quimby viene costretto a istituire una pattuglia anti-orsi, che costringe gli abitanti di Springfield a pagare più tasse. Quando i cittadini gli si rivoltano contro, Quimby tenta di distogliere l'attenzione da sé e puntarla sugli immigrati clandestini, creando la "Proposta 24", che servirà a rimpatriare i clandestini. Homer aderisce a questa iniziativa, ma la famiglia inizia a cambiare idea quando viene a sapere che Apu dovrà lasciare il paese se passerà la legge, in quanto anche lui è un immigrato clandestino. Quest'ultimo chiede un documento falso a Tony Ciccione, ma si pente di aver rinnegato le sue origini indiane. I Simpson aiutano, così, l'amico ad ottenere la cittadinanza americana, mentre per via della proposta il giardiniere Willie viene espulso.
- Guest star: assente
- Frase alla lavagna: assente
- Gag del divano: i Simpson sono dei trofei di caccia di un cacciatore che entra nel salotto, si siede sul divano e fuma una pipa.

## Homerpalooza
- Sceneggiatura: Brent Forrester
- Regia: Wes Archer
- Messa in onda originale: 19 maggio 1996
- Messa in onda italiana: 23 febbraio 1998

Homer, per dimostrare ai figli di essere un padre alla moda, porta Bart e Lisa all'"Hullabalooza music festival", dove viene assunto come fenomeno da baraccone, per la sua capacità di sopportare la forza di una cannonata nella pancia. Homer gira l'America con il tour, fino al giorno in cui si fa tappa a Springfield e, per via di alcuni dolori addominali, si fa visitare da un medico. Il dottore gli dice che un altro colpo allo stomaco potrebbe ucciderlo, ma Homer non vuole perdere l'occasione di esibirsi davanti alla sua famiglia ed ai suoi concittadini. All'ultimo momento Homer decide di non esibirsi e di abbandonare il tour.
- Guest star: The Smashing Pumpkins (voci di se stessi), Cypress Hill (voci di se stessi), Sonic Youth (voci di se stessi) e Peter Frampton (voce di se stesso)
- Frase alla lavagna: assente
- Gag del divano: la luce nel salotto è di un colore strano e, dopo essersi seduti, Homer accende la luce e torna tutto a posto.

## Un mare di amici
- Sceneggiatura: Dan Greaney
- Regia: Mark Kirkland
- Messa in onda originale: 19 maggio 1996
- Messa in onda italiana: 24 febbraio 1998

All'inizio dell'estate, Ned presta la propria casa al mare alla famiglia Simpson. Lisa decide di farsi degli amici sul posto, approfittando del fatto che nessuno la conosce, stringendo amicizia con una ragazza di nome Erin ed alcuni ragazzi del luogo. Bart, diventato geloso per via di questa situazione, rivela ai nuovi amici di Lisa che in realtà sua sorella è una secchiona. Quando lo svela alla sorella, questa si arrabbia moltissimo, ma la sera successiva gli amici le fanno una gradevole sorpresa.
- Guest star: Christina Ricci (voce di Erin)
- Frase alla lavagna: assente
- Gag del divano: dal divano esce un fax dei Simpson, il quale poi viene strappato e posizionato a terra.